# Comodo Dragon
Comodo Dragon é um navegador feito a partir do Google Chrome. É desenvolvido pela Comodo Group, também desenvolvedora do prestigiado Comodo Firewall. Por ser muito semelhante ao Chrome, recebeu algumas críticas, contudo, as avaliações dos usuários costumam ser boas, assegurando assim, ao navegador, uma posição ascendente na lista de preferência. O navegador é disponibilizado para download em vários sites da internet, inclusive na página oficial do Comodo.
Apesar de ser baseado no Google Chrome, o Comodo Dragon é mais dedicado à segurança do utilizador, e várias modificações foram feitas para isso, sem perder as características originais como leveza, praticidade e confiabilidade.